# Рудольф Фікайзен
Рудольф Фікайзен (нім. Rudolf Fickeisen, 15 травня 1885 — 22 липня 1944) — німецький академічний веслувальник.